# Eleições autárquicas portuguesas de 2005 no distrito de Viseu
| Eleições autárquicas portuguesas de 2005 Distritos: Aveiro \| Beja \| Braga \| Bragança \| Castelo Branco \| Coimbra \| Évora \| Faro \| Guarda \| Leiria \| Lisboa \| Portalegre \| Porto \| Santarém \| Setúbal \| Viana do Castelo \| Vila Real \| Viseu \| Açores \| Madeira |

## Resultados por Concelho
Os resultados nos Concelhos do Distrito de Viseu foram os seguintes:

### Armamar
| Partido                 | Partido                        | Votos | %               | +/-  | Vereadores | +/-     |
| ----------------------- | ------------------------------ | ----- | --------------- | ---- | ---------- | ------- |
|                         | Partido Social Democrata       | 3 240 | 68,85 / 100,00  | 3,26 | 5 / 5      | 1       |
|                         | Partido Socialista             | 627   | 13,32 / 100,00  | 2,71 | 0 / 5      | Estável |
|                         | Partido Popular                | 346   | 7,35 / 100,00   | 9,11 | 0 / 5      | 1       |
|                         | Coligação Democrática Unitária | 285   | 6,06 / 100,00   | 2,22 | 0 / 5      | Estável |
| Votos Inválidos         | Votos Inválidos                | 208   | 4,42 / 100,00   | 0,93 |            |         |
| Total                   | Total                          | 4 706 | 100,00 / 100,00 |      | 5 / 5      |         |
| Eleitorado/Participação | Eleitorado/Participação        | 6 970 | 67,52 / 100,00  | 1,37 |            |         |

### Carregal do Sal
| Partido                 | Partido                        | Votos | %               | +/-  | Vereadores | +/-     |
| ----------------------- | ------------------------------ | ----- | --------------- | ---- | ---------- | ------- |
|                         | Partido Social Democrata       | 3 221 | 53,98 / 100,00  | 7,08 | 3 / 5      | 1       |
|                         | Partido Socialista             | 1 917 | 32,13 / 100,00  | 4,06 | 2 / 5      | 1       |
|                         | Partido Popular                | 462   | 7,74 / 100,00   | 1,75 | 0 / 5      | Estável |
|                         | Coligação Democrática Unitária | 75    | 1,26 / 100,00   | 0,43 | 0 / 5      | Estável |
| Votos Inválidos         | Votos Inválidos                | 292   | 4,90 / 100,00   | 0,85 |            |         |
| Total                   | Total                          | 5 967 | 100,00 / 100,00 |      | 5 / 5      |         |
| Eleitorado/Participação | Eleitorado/Participação        | 9 577 | 62,31 / 100,00  | 2,35 |            |         |

### Castro Daire
| Partido                 | Partido                        | Votos  | %               | +/-  | Vereadores | +/-     |
| ----------------------- | ------------------------------ | ------ | --------------- | ---- | ---------- | ------- |
|                         | Partido Social Democrata       | 4 904  | 47,73 / 100,00  | 6,99 | 4 / 7      | Estável |
|                         | Partido Socialista             | 4 282  | 41,68 / 100,00  | 7,70 | 3 / 7      | Estável |
|                         | Partido Popular                | 511    | 4,97 / 100,00   | 1,00 | 0 / 7      | Estável |
|                         | Coligação Democrática Unitária | 113    | 1,10 / 100,00   | 0,01 | 0 / 7      | Estável |
| Votos Inválidos         | Votos Inválidos                | 464    | 4,52 / 100,00   | 0,95 |            |         |
| Total                   | Total                          | 10 274 | 100,00 / 100,00 |      | 7 / 7      |         |
| Eleitorado/Participação | Eleitorado/Participação        | 15 612 | 65,81 / 100,00  | 0,58 |            |         |

### Cinfães
| Partido                 | Partido                        | Votos  | %               | +/-   | Vereadores | +/-     |
| ----------------------- | ------------------------------ | ------ | --------------- | ----- | ---------- | ------- |
|                         | Partido Socialista             | 7 598  | 57,63 / 100,00  | 13,48 | 4 / 7      | Estável |
|                         | PSD-CDS                        | 4 778  | 36,24 / 100,00  | -     | 3 / 7      | -       |
|                         | Bloco de Esquerda              | 176    | 1,34 / 100,00   | -     | 0 / 7      | -       |
|                         | Coligação Democrática Unitária | 166    | 1,26 / 100,00   | 0,15  | 0 / 7      | Estável |
| Votos Inválidos         | Votos Inválidos                | 465    | 3,53 / 100,00   | 0,58  |            |         |
| Total                   | Total                          | 13 183 | 100,00 / 100,00 |       | 7 / 7      |         |
| Eleitorado/Participação | Eleitorado/Participação        | 18 849 | 69,94 / 100,00  | 1,03  |            |         |

### Lamego
| Partido                 | Partido                        | Votos  | %               | +/-     | Vereadores | +/-     |
| ----------------------- | ------------------------------ | ------ | --------------- | ------- | ---------- | ------- |
|                         | PSD-CDS                        | 8 922  | 50,46 / 100,00  | -       | 4 / 7      | -       |
|                         | Partido Socialista             | 7 544  | 42,66 / 100,00  | 2,99    | 3 / 7      | Estável |
|                         | Coligação Democrática Unitária | 538    | 3,04 / 100,00   | 1,32    | 0 / 7      | Estável |
| Votos Inválidos         | Votos Inválidos                | 678    | 3,83 / 100,00   | Estável |            |         |
| Total                   | Total                          | 17 682 | 100,00 / 100,00 |         | 7 / 7      |         |
| Eleitorado/Participação | Eleitorado/Participação        | 25 775 | 68,60 / 100,00  | 1,23    |            |         |

### Mangualde
| Partido                 | Partido                        | Votos  | %               | +/-   | Vereadores | +/-     |
| ----------------------- | ------------------------------ | ------ | --------------- | ----- | ---------- | ------- |
|                         | Partido Social Democrata       | 6 228  | 47,79 / 100,00  | -     | 4 / 7      | -       |
|                         | Partido Socialista             | 5 833  | 44,76 / 100,00  | 13,40 | 3 / 7      | 1       |
|                         | Partido Popular                | 356    | 2,73 / 100,00   | -     | 0 / 7      | -       |
|                         | Coligação Democrática Unitária | 179    | 1,37 / 100,00   | 0,44  | 0 / 7      | Estável |
| Votos Inválidos         | Votos Inválidos                | 435    | 3,34 / 100,00   | 0,74  |            |         |
| Total                   | Total                          | 13 031 | 100,00 / 100,00 |       | 7 / 7      |         |
| Eleitorado/Participação | Eleitorado/Participação        | 19 289 | 67,56 / 100,00  | 3,24  |            |         |

### Moimenta da Beira
| Partido                 | Partido                        | Votos  | %               | +/-  | Vereadores | +/-     |
| ----------------------- | ------------------------------ | ------ | --------------- | ---- | ---------- | ------- |
|                         | Partido Social Democrata       | 3 443  | 47,88 / 100,00  | 3,40 | 4 / 7      | Estável |
|                         | Partido Socialista             | 2 908  | 40,44 / 100,00  | 3,06 | 3 / 7      | Estável |
|                         | Partido Popular                | 574    | 7,98 / 100,00   | 2,05 | 0 / 7      | Estável |
|                         | Coligação Democrática Unitária | 82     | 1,14 / 100,00   | 0,38 | 0 / 7      | Estável |
| Votos Inválidos         | Votos Inválidos                | 184    | 2,56 / 100,00   | 1,33 |            |         |
| Total                   | Total                          | 7 191  | 100,00 / 100,00 |      | 7 / 7      |         |
| Eleitorado/Participação | Eleitorado/Participação        | 10 851 | 66,27 / 100,00  | 1,95 |            |         |

### Mortágua
| Partido                 | Partido                        | Votos | %               | +/-  | Vereadores | +/-     |
| ----------------------- | ------------------------------ | ----- | --------------- | ---- | ---------- | ------- |
|                         | Partido Socialista             | 3 042 | 52,21 / 100,00  | 0,24 | 3 / 5      | Estável |
|                         | Partido Social Democrata       | 2 457 | 42,17 / 100,00  | 1,56 | 2 / 5      | Estável |
|                         | Coligação Democrática Unitária | 89    | 1,53 / 100,00   | 0,29 | 0 / 5      | Estável |
| Votos Inválidos         | Votos Inválidos                | 238   | 4,08 / 100,00   | 0,44 |            |         |
| Total                   | Total                          | 5 826 | 100,00 / 100,00 |      | 5 / 5      |         |
| Eleitorado/Participação | Eleitorado/Participação        | 9 443 | 61,70 / 100,00  | 0,23 |            |         |

### Nelas
| Partido                 | Partido                        | Votos  | %               | +/-  | Vereadores | +/-     |
| ----------------------- | ------------------------------ | ------ | --------------- | ---- | ---------- | ------- |
|                         | PSD-CDS                        | 3 964  | 45,79 / 100,00  | -    | 4 / 7      | -       |
|                         | Partido Socialista             | 3 846  | 44,43 / 100,00  | 2,29 | 3 / 7      | 1       |
|                         | Coligação Democrática Unitária | 287    | 3,32 / 100,00   | 2,83 | 0 / 7      | Estável |
| Votos Inválidos         | Votos Inválidos                | 560    | 6,47 / 100,00   | 2,72 |            |         |
| Total                   | Total                          | 8 657  | 100,00 / 100,00 |      | 7 / 7      |         |
| Eleitorado/Participação | Eleitorado/Participação        | 12 847 | 67,39 / 100,00  | 2,13 |            |         |

### Oliveira de Frades
| Partido                 | Partido                        | Votos | %               | +/-  | Vereadores | +/-     |
| ----------------------- | ------------------------------ | ----- | --------------- | ---- | ---------- | ------- |
|                         | Partido Social Democrata       | 3 436 | 49,45 / 100,00  | 1,35 | 3 / 5      | Estável |
|                         | Partido Socialista             | 3 087 | 44,42 / 100,00  | 3,81 | 2 / 5      | Estável |
|                         | Partido Popular                | 199   | 2,86 / 100,00   | 4,28 | 0 / 5      | Estável |
|                         | Coligação Democrática Unitária | 72    | 1,04 / 100,00   | 0,27 | 0 / 5      | Estável |
| Votos Inválidos         | Votos Inválidos                | 155   | 2,23 / 100,00   | 0,61 |            |         |
| Total                   | Total                          | 6 949 | 100,00 / 100,00 |      | 5 / 5      |         |
| Eleitorado/Participação | Eleitorado/Participação        | 8 933 | 77,79 / 100,00  | 2,29 |            |         |

### Penalva do Castelo
| Partido                 | Partido                        | Votos | %               | +/-  | Vereadores | +/-     |
| ----------------------- | ------------------------------ | ----- | --------------- | ---- | ---------- | ------- |
|                         | PSD-CDS                        | 3 642 | 62,78 / 100,00  | -    | 4 / 5      | -       |
|                         | Partido Socialista             | 1 651 | 28,46 / 100,00  | 5,06 | 1 / 5      | 1       |
|                         | Coligação Democrática Unitária | 196   | 3,38 / 100,00   | 0,31 | 0 / 5      | Estável |
| Votos Inválidos         | Votos Inválidos                | 312   | 5,38 / 100,00   | 1,99 |            |         |
| Total                   | Total                          | 5 801 | 100,00 / 100,00 |      | 5 / 5      |         |
| Eleitorado/Participação | Eleitorado/Participação        | 8 489 | 68,34 / 100,00  | 1,92 |            |         |

### Penedono
| Partido                 | Partido                          | Votos | %               | +/-  | Vereadores | +/-     |
| ----------------------- | -------------------------------- | ----- | --------------- | ---- | ---------- | ------- |
|                         | Partido Social Democrata         | 1 388 | 60,45 / 100,00  | 1,07 | 3 / 5      | Estável |
|                         | Juntos pelo Concelho de Penedono | 745   | 32,45 / 100,00  | 1,13 | 2 / 5      | Estável |
|                         | Coligação Democrática Unitária   | 41    | 1,79 / 100,00   | 0,35 | 0 / 5      | Estável |
| Votos Inválidos         | Votos Inválidos                  | 122   | 5,31 / 100,00   | 1,37 |            |         |
| Total                   | Total                            | 2 296 | 100,00 / 100,00 |      | 5 / 5      |         |
| Eleitorado/Participação | Eleitorado/Participação          | 3 340 | 68,74 / 100,00  | 0,50 |            |         |

### Resende
| Partido                 | Partido                        | Votos  | %               | +/-  | Vereadores | +/-     |
| ----------------------- | ------------------------------ | ------ | --------------- | ---- | ---------- | ------- |
|                         | Partido Socialista             | 5 475  | 65,15 / 100,00  | 8,18 | 5 / 7      | 1       |
|                         | PSD-CDS                        | 2 497  | 29,71 / 100,00  | -    | 2 / 7      | -       |
|                         | Coligação Democrática Unitária | 145    | 1,73 / 100,00   | 0,83 | 0 / 7      | Estável |
| Votos Inválidos         | Votos Inválidos                | 287    | 3,41 / 100,00   | 0,52 |            |         |
| Total                   | Total                          | 8 404  | 100,00 / 100,00 |      | 7 / 7      |         |
| Eleitorado/Participação | Eleitorado/Participação        | 11 473 | 73,25 / 100,00  | 1,37 |            |         |

### Santa Comba Dão
| Partido                 | Partido                        | Votos  | %               | +/-  | Vereadores | +/-     |
| ----------------------- | ------------------------------ | ------ | --------------- | ---- | ---------- | ------- |
|                         | PSD-CDS                        | 3 926  | 52,19 / 100,00  | -    | 4 / 7      | -       |
|                         | Partido Socialista             | 3 176  | 42,22 / 100,00  | 8,39 | 3 / 7      | 1       |
|                         | Bloco de Esquerda              | 107    | 1,42 / 100,00   | 0,53 | 0 / 7      | Estável |
|                         | Coligação Democrática Unitária | 104    | 1,38 / 100,00   | 0,01 | 0 / 7      | Estável |
| Votos Inválidos         | Votos Inválidos                | 210    | 2,79 / 100,00   | 0,07 |            |         |
| Total                   | Total                          | 7 523  | 100,00 / 100,00 |      | 7 / 7      |         |
| Eleitorado/Participação | Eleitorado/Participação        | 11 229 | 67,00 / 100,00  | 0,11 |            |         |

### São João da Pesqueira
| Partido                 | Partido                        | Votos | %               | +/-  | Vereadores | +/-     |
| ----------------------- | ------------------------------ | ----- | --------------- | ---- | ---------- | ------- |
|                         | Partido Social Democrata       | 3 740 | 74,98 / 100,00  | 1,40 | 4 / 5      | Estável |
|                         | Partido Socialista             | 941   | 18,87 / 100,00  | 2,02 | 1 / 5      | Estável |
|                         | Coligação Democrática Unitária | 83    | 1,66 / 100,00   | 0,31 | 0 / 5      | Estável |
| Votos Inválidos         | Votos Inválidos                | 224   | 4,50 / 100,00   | 0,65 |            |         |
| Total                   | Total                          | 4 988 | 100,00 / 100,00 |      | 5 / 5      |         |
| Eleitorado/Participação | Eleitorado/Participação        | 7 767 | 64,22 / 100,00  | 4,92 |            |         |

### São Pedro do Sul
| Partido                 | Partido                        | Votos  | %               | +/-  | Vereadores | +/-     |
| ----------------------- | ------------------------------ | ------ | --------------- | ---- | ---------- | ------- |
|                         | Partido Social Democrata       | 7 095  | 60,97 / 100,00  | 1,21 | 5 / 7      | Estável |
|                         | Partido Socialista             | 3 729  | 32,04 / 100,00  | 7,01 | 2 / 7      | Estável |
|                         | Coligação Democrática Unitária | 229    | 1,97 / 100,00   | 0,52 | 0 / 7      | Estável |
|                         | Partido Popular                | 139    | 1,19 / 100,00   | 0,65 | 0 / 7      | Estável |
| Votos Inválidos         | Votos Inválidos                | 445    | 3,83 / 100,00   | 0,36 |            |         |
| Total                   | Total                          | 11 637 | 100,00 / 100,00 |      | 7 / 7      |         |
| Eleitorado/Participação | Eleitorado/Participação        | 16 964 | 68,60 / 100,00  | 1,66 |            |         |

### Sátão
| Partido                 | Partido                        | Votos  | %               | +/-   | Vereadores | +/-     |
| ----------------------- | ------------------------------ | ------ | --------------- | ----- | ---------- | ------- |
|                         | Partido Social Democrata       | 3 548  | 41,28 / 100,00  | 2,48  | 3 / 7      | Estável |
|                         | Partido Socialista             | 2 429  | 28,26 / 100,00  | 2,89  | 2 / 7      | Estável |
|                         | Partido Popular                | 2 209  | 25,70 / 100,00  | 23,48 | 2 / 7      | 2       |
|                         | Coligação Democrática Unitária | 62     | 0,72 / 100,00   | 0,15  | 0 / 7      | Estável |
| Votos Inválidos         | Votos Inválidos                | 346    | 4,03 / 100,00   | 0,57  |            |         |
| Total                   | Total                          | 8 594  | 100,00 / 100,00 |       | 7 / 7      |         |
| Eleitorado/Participação | Eleitorado/Participação        | 12 204 | 70,42 / 100,00  | 1,26  |            |         |

### Sernancelhe
| Partido                 | Partido                        | Votos | %               | +/-  | Vereadores | +/-     |
| ----------------------- | ------------------------------ | ----- | --------------- | ---- | ---------- | ------- |
|                         | Partido Social Democrata       | 2 603 | 57,44 / 100,00  | 5,83 | 3 / 5      | Estável |
|                         | Partido Socialista             | 1 754 | 38,70 / 100,00  | 4,90 | 2 / 5      | Estável |
|                         | Coligação Democrática Unitária | 35    | 0,77 / 100,00   | 0,39 | 0 / 5      | Estável |
| Votos Inválidos         | Votos Inválidos                | 140   | 3,09 / 100,00   | 0,78 |            |         |
| Total                   | Total                          | 4 532 | 100,00 / 100,00 |      | 5 / 5      |         |
| Eleitorado/Participação | Eleitorado/Participação        | 6 480 | 69,94 / 100,00  | 6,17 |            |         |

### Tabuaço
| Partido                 | Partido                        | Votos | %               | +/-  | Vereadores | +/-     |
| ----------------------- | ------------------------------ | ----- | --------------- | ---- | ---------- | ------- |
|                         | Partido Social Democrata       | 2 452 | 53,13 / 100,00  | 0,28 | 3 / 5      | Estável |
|                         | Partido Socialista             | 1 853 | 40,15 / 100,00  | 5,34 | 2 / 5      | Estável |
|                         | Partido Popular                | 136   | 2,95 / 100,00   | 3,41 | 0 / 5      | Estável |
|                         | Coligação Democrática Unitária | 27    | 0,59 / 100,00   | 0,30 | 0 / 5      | Estável |
| Votos Inválidos         | Votos Inválidos                | 147   | 3,19 / 100,00   | 1,35 |            |         |
| Total                   | Total                          | 4 615 | 100,00 / 100,00 |      | 5 / 5      |         |
| Eleitorado/Participação | Eleitorado/Participação        | 6 397 | 72,14 / 100,00  | 0,30 |            |         |

### Tarouca
| Partido                 | Partido                        | Votos | %               | +/-  | Vereadores | +/-     |
| ----------------------- | ------------------------------ | ----- | --------------- | ---- | ---------- | ------- |
|                         | Partido Socialista             | 2 438 | 53,42 / 100,00  | 9,47 | 3 / 5      | 1       |
|                         | PSD-CDS                        | 1 850 | 40,53 / 100,00  | -    | 2 / 5      | -       |
|                         | Coligação Democrática Unitária | 103   | 2,26 / 100,00   | 0,75 | 0 / 5      | Estável |
| Votos Inválidos         | Votos Inválidos                | 173   | 3,79 / 100,00   | 0,08 |            |         |
| Total                   | Total                          | 4 564 | 100,00 / 100,00 |      | 5 / 5      |         |
| Eleitorado/Participação | Eleitorado/Participação        | 7 436 | 61,38 / 100,00  | 4,10 |            |         |

### Tondela
| Partido                 | Partido                        | Votos  | %               | +/-  | Vereadores | +/-     |
| ----------------------- | ------------------------------ | ------ | --------------- | ---- | ---------- | ------- |
|                         | Partido Social Democrata       | 12 414 | 66,52 / 100,00  | 6,54 | 5 / 7      | 1       |
|                         | Partido Socialista             | 4 384  | 23,49 / 100,00  | 3,43 | 2 / 7      | 1       |
|                         | Partido Popular                | 650    | 3,48 / 100,00   | -    | 0 / 7      | -       |
|                         | Coligação Democrática Unitária | 417    | 2,23 / 100,00   | 0,65 | 0 / 7      | Estável |
| Votos Inválidos         | Votos Inválidos                | 797    | 4,28 / 100,00   | 0,28 |            |         |
| Total                   | Total                          | 18 662 | 100,00 / 100,00 |      | 7 / 7      |         |
| Eleitorado/Participação | Eleitorado/Participação        | 28 448 | 65,60 / 100,00  | 0,89 |            |         |

### Vila Nova de Paiva
| Partido                 | Partido                        | Votos | %               | +/-   | Vereadores | +/-     |
| ----------------------- | ------------------------------ | ----- | --------------- | ----- | ---------- | ------- |
|                         | Partido Social Democrata       | 1 622 | 42,37 / 100,00  | 19,15 | 2 / 5      | 1       |
|                         | Partido Socialista             | 1 367 | 35,71 / 100,00  | 23,97 | 2 / 5      | 2       |
|                         | Partido Popular                | 595   | 15,54 / 100,00  | 5,32  | 1 / 5      | 1       |
|                         | Coligação Democrática Unitária | 106   | 2,77 / 100,00   | 0,02  | 0 / 5      | Estável |
| Votos Inválidos         | Votos Inválidos                | 138   | 3,61 / 100,00   | 0,48  |            |         |
| Total                   | Total                          | 3 828 | 100,00 / 100,00 |       | 5 / 5      |         |
| Eleitorado/Participação | Eleitorado/Participação        | 5 691 | 67,26 / 100,00  | 2,77  |            |         |

### Viseu
| Partido                 | Partido                        | Votos  | %               | +/-  | Vereadores | +/-     |
| ----------------------- | ------------------------------ | ------ | --------------- | ---- | ---------- | ------- |
|                         | Partido Social Democrata       | 28 434 | 56,91 / 100,00  | 5,15 | 6 / 9      | 1       |
|                         | Partido Socialista             | 15 286 | 30,60 / 100,00  | 6,20 | 3 / 9      | 1       |
|                         | Partido Popular                | 2 226  | 4,46 / 100,00   | 1,69 | 0 / 9      | Estável |
|                         | Bloco de Esquerda              | 1 220  | 2,44 / 100,00   | 0,56 | 0 / 9      | Estável |
|                         | Coligação Democrática Unitária | 853    | 1,71 / 100,00   | 0,06 | 0 / 9      | Estável |
| Votos Inválidos         | Votos Inválidos                | 1 940  | 3,88 / 100,00   | 0,33 |            |         |
| Total                   | Total                          | 49 959 | 100,00 / 100,00 |      | 9 / 9      |         |
| Eleitorado/Participação | Eleitorado/Participação        | 81 985 | 60,94 / 100,00  | 1,64 |            |         |

### Vouzela
| Partido                 | Partido                        | Votos  | %               | +/-  | Vereadores | +/-     |
| ----------------------- | ------------------------------ | ------ | --------------- | ---- | ---------- | ------- |
|                         | Partido Social Democrata       | 4 202  | 56,57 / 100,00  | 6,25 | 5 / 7      | 1       |
|                         | Partido Socialista             | 2 206  | 29,70 / 100,00  | 7,38 | 2 / 7      | 1       |
|                         | Por Vouzela                    | 410    | 5,52 / 100,00   | Novo | 0 / 7      | Novo    |
|                         | Partido Popular                | 227    | 3,06 / 100,00   | 0,63 | 0 / 7      | Estável |
|                         | Coligação Democrática Unitária | 110    | 1,48 / 100,00   | 0,09 | 0 / 7      | Estável |
| Votos Inválidos         | Votos Inválidos                | 273    | 3,67 / 100,00   | 0,83 |            |         |
| Total                   | Total                          | 7 428  | 100,00 / 100,00 |      | 7 / 7      |         |
| Eleitorado/Participação | Eleitorado/Participação        | 10 382 | 71,55 / 100,00  | 0,18 |            |         |